# T 3 (torpediniera Italia)
La T 3 è stata una torpediniera della Regia Marina. Durante la sua vita operativa, prima e dopo il servizio sotto bandiera italiana, ha prestato servizio in altre quattro Marine militari.

## Storia

### Il servizio nella Marina austroungarica
Costruita nello Stabilimento Tecnico Triestino della città giuliana con il nome di TB 78T (poi abbreviato, dal 21 maggio 1917, in TB 78), la nave faceva parte in origine della classe «TB 74T» di torpediniere costruite per conto della Marina imperiale austroungarica.
L'armamento originario della nave era composto da due cannoni Skoda da 66/30 mm, una mitragliera da 8,3/66 mm e quattro tubi lanciasiluri da 450 mm.
In servizio nell'agosto 1914, la torpediniera prese parte alla prima guerra mondiale. Tra le azioni cui prese parte si possono citare:
- quella del 28 luglio 1915, quando, unitamente alle gemelle TB 77, 80 ed 81, agli esploratori Saida ed Helgoland ed ai cacciatorpediniere Tátra, Csepel, Lika, Orjen e Triglav, bombardò le posizioni italiane sull'isola di Pelagosa, provocando seri danni e 2 feriti, ed appoggiando poi un tentativo di sbarco, che venne respinto con la perdita, da parte austroungarica, di due uomini, oltre a dieci feriti[4]. Dopo il fallimento dello sbarco la formazione rientrò alla base, eludendo anche un attacco da parte del sommergibile francese Ampére[4];
- quella dell'11 maggio 1917, quando, insieme al cacciatorpediniere Csikos ed alle torpediniere TB 93 e TB 96 fu inviata ad appoggiare un bombardamento aereo, quindi la formazione venne dapprima attaccata senza risultato dal sommergibile inglese HB 1 (il bersaglio dell'attacco fu proprio la TB 78, che evitò i siluri e quindi contrattaccò senza costrutto) e successivamente inseguito da un gruppo di cacciatorpediniere italiani (Ardente, Ardito, Animoso, Abba ed Audace) che tuttavia, dopo l'avvistamento alle 15.30, a 10.000 metri di distanza, ripiegò senza combattere essendo giunto troppo vicino alla base austro-ungarica di Pola[4];
- quella del 28 novembre 1917, quando la nave, insieme alle torpediniere TB 79, 86 e 90 ed ai cacciatorpediniere Triglav, Reka e Dinara, bombardò con le proprie artiglierie, danneggiandole seriamente, le reti telegrafica e ferroviaria alla foce del Metauro ed un treno che vi stava transitando, dovendosi però ritirare in seguito alla reazione da parte del treno armato T.A. III, proveniente da Senigallia[4]. La formazione, unitasi ad un'altra (cacciatorpediniere Dikla, Streiter ed Huszar e 4 torpediniere) che aveva tentato infruttuosamente di attaccare dapprima Porto Corsini e poi Rimini, rientrò poi alla base dopo aver seminato un gruppo di 9 cacciatorpediniere italiani inseguitori[4];

quella del 10-11 giugno 1918, quando, insieme alle gemelle TB 76, 77, 79 ed 80, la nave salpò da Pola per scortare nel canale d'Otranto la corazzata Szent Istvan in quella che avrebbe dovuto essere una trappola per la flotta italiana, che sarebbe uscita in mare a contrasto di un'incursione nel canale d'Otranto per poi essere circondata da un superiore numero di unità nemiche. Alle 3.15 del 10 giugno, tuttavia, la formazione austroungarica (cui si erano unite anche la corazzata Tegettoff e le sue unità di scorta), venne avvistata dai MAS italiani 15 e 21 in navigazione nei pressi di Premuda. Le due piccole unità passarono all'attacco e penetrarono nella formazione: mentre l'attacco del MAS 21, diretto contro la Teghetthoff, andò a vuoto, il MAS 15 colpì con due siluri la Szent Istvan, che dopo inutili tentativi di rimorchio si capovolse ed affondò intorno alle sei del mattino, con la morte di 89 uomini. La TB 76 che si era messa all'inseguimento del MAS 15, venne seriamente danneggiata da alcune sue bombe di profondità.

### Dalla cessione alla Marina jugoslava alla fine
Conclusasi la guerra, in seguito alla dissoluzione dell'Impero austro-ungarico e con esso della k.u.k. Kriegsmarine, la TB 78 passò alla neonata Marina reale jugoslava, dove assunse la denominazione di T 3.
Negli anni venti la nave venne sottoposta a lavori di modifica, che comportarono la sostituzione dei due pezzi da 66/30 mm con altrettanti del più moderno modello da 66/50, nonché l'aggiunta di una seconda mitragliera da 8,3/67 mm.
Successivamente, in seguito ad ulteriori modifiche, uno dei due cannoni da 66/50 mm venne rimpiazzato da un pezzo Skoda «K 10» da 66/30, mentre le due mitragliere da 8,3 mm furono eliminate a favore di un'arma singola da 15/84 mm.
Il 17 aprile 1941, in seguito all'invasione della Jugoslavia, la T 3 venne catturata a Sebenico dalle truppe italo-tedesche ed incorporata nella Regia Marina, mantenendo invariato il proprio nominativo.
Avendo un potenziale bellico ormai estremamente ridotto, la nave venne adibita principalmente a compiti di scorta costiera nelle acque della Dalmazia.
Nel 1942 la T 3 fu sottoposta a lavori di ammodernamento in seguito ai quali subì la sostituzione dei due pezzi da 66 mm con due da 76/30 mm.
Dopo la proclamazione dell'armistizio di Cassibile, il 16 settembre 1943, la T 3 venne catturata a Fiume, dove si trovava ai lavori per riparazioni, dalle truppe tedesche. Incorporata nella Kriegsmarine, assunse la nuova denominazione di TA 48, entrando in servizio il successivo 16 ottobre.
Il 15 agosto 1944, a Trieste, la vecchia unità venne ceduta dalla Marina tedesca a quella della Croazia filonazista, mantenendo comunque il nome di TA 48. Il 13 dicembre dello stesso anno la torpediniera venne restituita alla Kriegsmarine.
Il 20 febbraio 1945, durante un bombardamento aereo alleato sul porto di Trieste, la TA 48 venne colpita ed affondò nel porto del capoluogo giuliano.
La carcassa della torpediniera, riportata a galla il 10 maggio 1946, venne venduta nel 1947 alla società «Tomasic & Co.». Fu demolita tra il 1948 ed il 1949.